# Genesis (zespół muzyczny)
Genesis – brytyjski rockowy zespół muzyczny, założony w 1967 roku.

## Historia zespołu

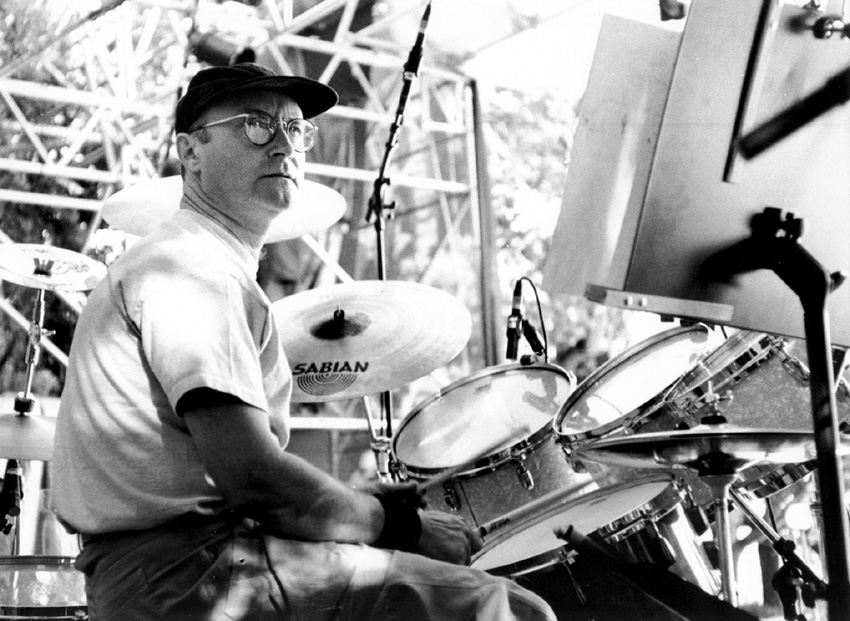
Phil Collins

Grupa rockowa Genesis powstała przez połączenie dwóch innych zespołów: Garden Wall (Peter Gabriel i Tony Banks) oraz Anon (Mike Rutherford, Anthony Phillips) – obu działających w szkole średniej Charterhouse School, w mieście Godalming (hrabstwo Surrey, Anglia). Do nowej formacji, nazwanej New Anon, dołączył Chris Stewart.
Grupa przygotowała w tym składzie taśmę demonstracyjną, na której nagrano sześć piosenek, głównie autorstwa Rutherforda i Phillipsa. Zanim jednak zespół przystąpił do pracy nad albumem, jego szeregi opuścił Chris Stewart. Został zastąpiony przez Johna Silvera. Album zatytułowany From Genesis to Revelation ukazał się w roku 1969. Jednocześnie nazwa grupy została zmieniona na Genesis. Niedługo po nagraniu albumu zespół opuścił John Silver, a zastąpił go John Mayhew.
W tym składzie formacja nagrała drugi album, Trespass (oznacza nielegalne wejścia na cudzą posesję lub w archaicznym znaczeniu „wina”, „przewinienie”, „grzech”).
W czasie pierwszego, poważnego tournée zespołu, okazało się, że Anthony Phillips cierpi na „sceniczny lęk” (tremę), która nie pozwala mu uczestniczyć w koncertach. To zmusiło go do odejścia z grupy. W tym samym czasie odszedł także John Mayhew. W ich miejsce zostali przyjęci studyjny gitarzysta Steve Hackett oraz perkusista Phil Collins.
Nowy skład przystąpił do nagrania trzeciego albumu, Nursery Cryme. Tytuł płyty jest nieprzetłumaczalną grą słów nursery rhyme, co po angielsku oznacza wierszyk (lub piosenkę) dla dzieci, zwykle czytany w czasie usypiania. Crime (w tytule napisany z błędem ortograficznym, by upodobnić do rhyme) oznacza zbrodnię. Rok później (1972) wydano kolejny album – Foxtrot.

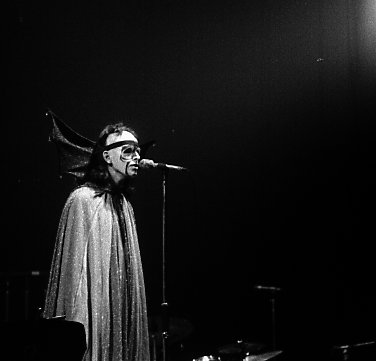
Peter Gabriel w 1974 roku

Na pierwszej stronie znalazły się cztery krótsze utwory: Time Table, Get 'Em Out by Friday, Can-Utility and the Coastliners i Watcher of the Skies (Obserwator nieba). Drugą stronę płyty wypełniła dwudziestośmiominutowa suita Supper’s Ready (Wieczerza gotowa), poprzedzona krótkim wstępem (Horizons), zagranym na gitarze akustycznej.
W roku 1973 ukazała się następna płyta – Selling England by the Pound (Sprzedając Anglię po funcie). Składa się z ośmiu utworów: Dancing with the Moonlit Knight, I Know What I Like, Firth of Fifth, More Fool Me, The Battle of Epping Forest, After the Ordeal, The Cinema Show i Aisle of Plenty.
Wydany w 1974 podwójny album (w sumie 23 utwory) The Lamb Lies Down on Broadway jest albumem koncepcyjnym (tematycznym). Opowiada fantasmagoryczną historię człowieka zagubionego w mitycznym, podziemnym świecie pod Nowym Jorkiem.

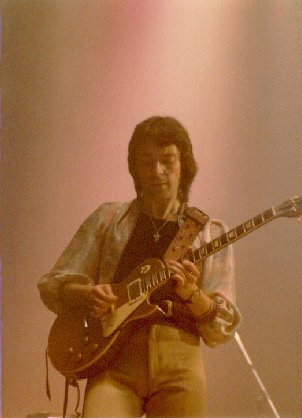
Steve Hackett podczas koncertu Genesis w Newcastle w 1977

W pierwszym okresie działalności grupa wydała jeden album koncertowy – Genesis Live.
W marcu 1975, po nagraniu płyty The Lamb Lies Down on Broadway, Peter Gabriel podjął decyzję o odejściu z Genesis (był członkiem formacji aż do końca światowego tournée w tym samym roku). Grupa przystąpiła do nagrywania następnego albumu (A Trick of the Tail) oraz otworzyła konkurs na nowego wokalistę. Ostatecznie zdecydowano, aby wydać płytę z materiałem nagranym przez Phila Collinsa, który został jednocześnie głównym wokalistą zespołu. Drugą płytą wydaną po odejściu Gabriela był krążek Wind & Wuthering (1976).
Album koncertowy Seconds Out ukazał się w 1977 roku. Za bębnami usiadł w nim gościnnie Bill Bruford, znany ze współpracy z zespołami King Crimson i Yes, a także jazz-rockowy perkusista Chester Thompson, grający poprzednio z Frankiem Zappą i w Weather Report.

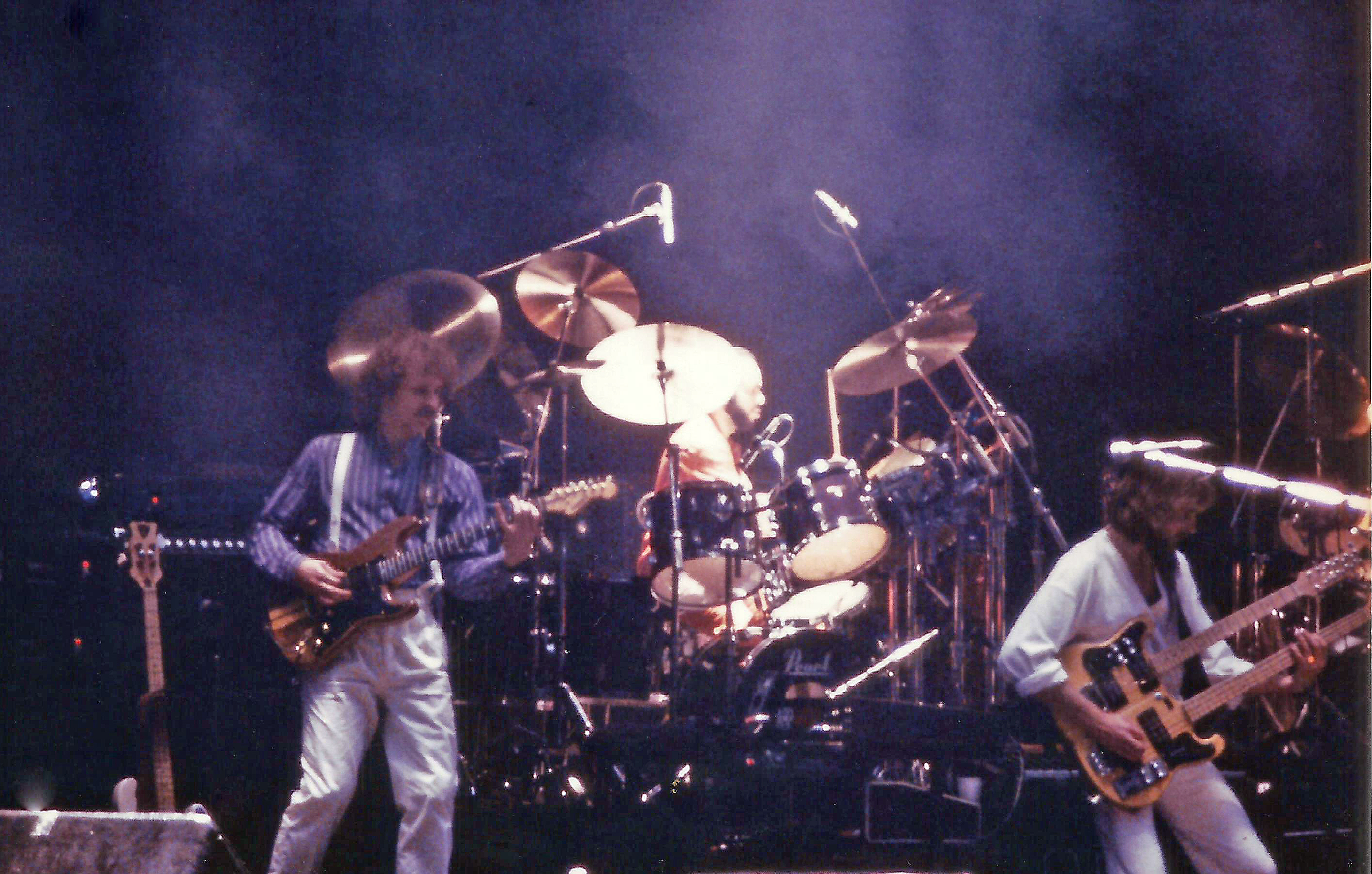
Genesis w czasie koncertu w 1980 r.

Niedługo potem odejście z grupy ogłosił Steve Hackett. Zespół, już jako trio (Banks, Collins, Rutherford), nagrał płytę …And Then There Were Three… (I zostało ich trzech), wydaną w 1978 roku. Złożony z jedenastu utworów (m.in. Follow You, Follow Me) album stał się ogromnym sukcesem komercyjnym. Od tego czasu zespół zaczął przechodzić metamorfozę stylistyczną. Kolejny krążek, Duke (1980), był mieszanką utworów o charakterze artrockowym i progresywnym z przebojowymi piosenkami pop-rockowymi. Najpoważniejsza zmiana stylistyki nastąpiła jednak dopiero na albumie Abacab z 1981 roku. W przypadku tego wydawnictwa zespół skorzystał z usług innego producenta Hugh Padghama, który pomógł tym razem wyeksponować rytmiczne walory muzyki.
Po odejściu Petera Gabriela często mówiono o ponownym zjednoczeniu grupy. Stało się tak tylko raz, 2 października 1982 roku, podczas koncertu Six of the Best. Miał on pomóc w ratowaniu upadających finansów Petera Gabriela, spowodowanych stratami na festiwalu WOMAD (World of Music, Arts and Dance).
Wydany w roku 1983 album Genesis był rozwinięciem stylu z poprzedniego wydawnictwa i dzięki przebojowym utworom Mama i Home by the Sea odniósł olbrzymi sukces komercyjny. Jeszcze lepsze wyniki sprzedaży uzyskała płyta Invisible Touch z 1986 roku. Jest to najbardziej popowy album w dorobku Genesis i najbardziej zbliżony stylistycznie do solowej twórczości Phila Collinsa. Nie mniejszy sukces odniosło kolejne dzieło grupy We Can’t Dance z 1991. Na tej bardzo długiej, trwającej ponad 70 minut płycie, grupa umieściła zarówno kompozycje rozbudowane o progresywnym charakterze, jak i pop-rockowe krótsze formy. Wielu krytyków, biografów zespołu i duża grupa fanów jest zdania, że to najlepszy album trzyosobowego składu Genesis.
W 1996 Phil Collins, który jednocześnie rozwijał swoją karierę solową, ogłosił odejście z grupy. Pozostali muzycy zatrudnili nowego wokalistę Raya Wilsona i wspólnie nagrali album …Calling All Stations…, który w zamyśle autorów miał być powrotem do progresywnych korzeni. Nowa płyta nie spotkała się jednak z wielkim zainteresowaniem, szczególnie w USA. Ostatecznie zespół zawiesił działalność w 2000 roku.

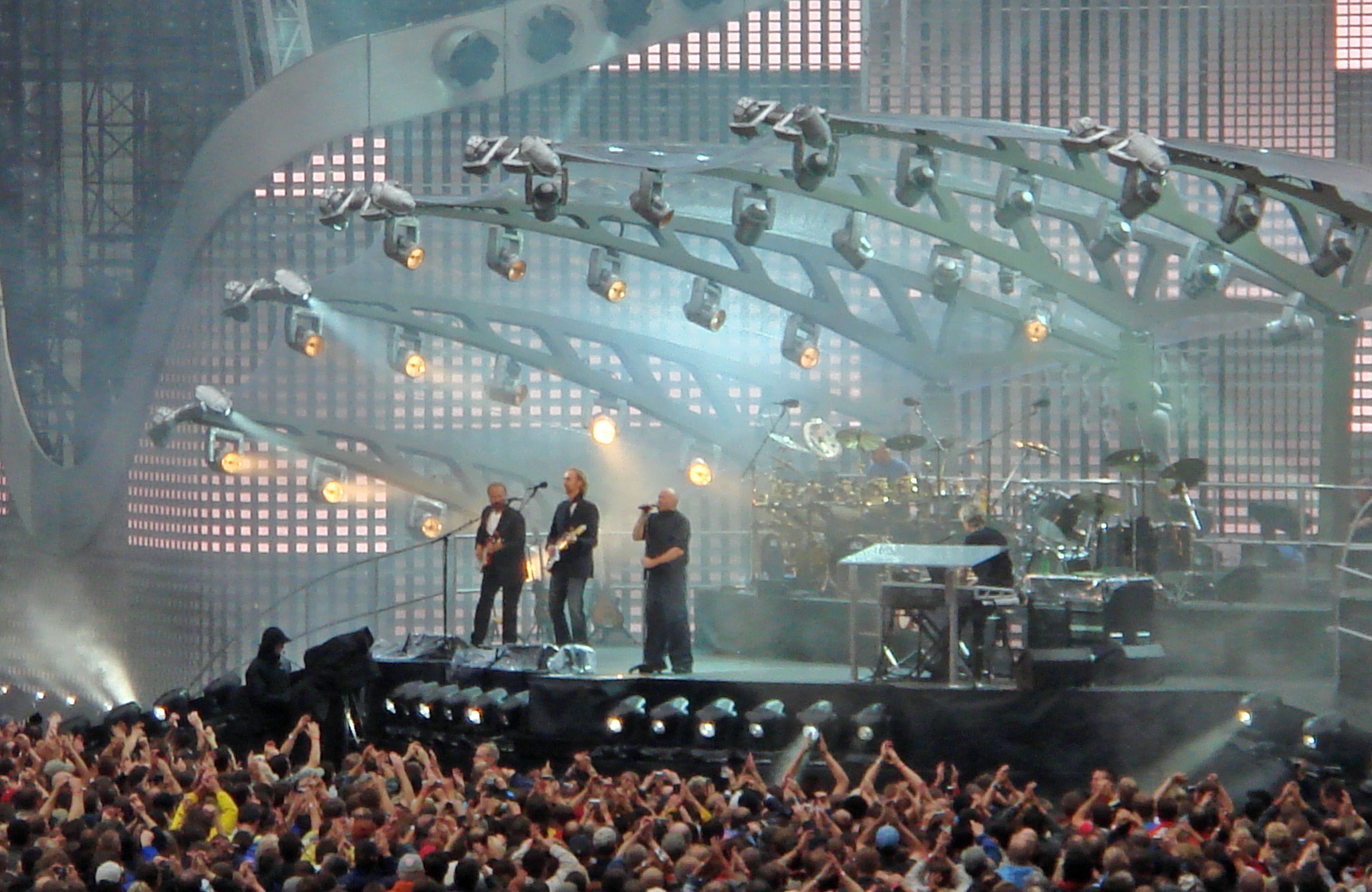
Koncert w Berlinie w 2007 r.

7 listopada 2006 formacja ogłosiła reaktywację w składzie Collins, Rutherford, Banks, a w czerwcu 2007 roku wyruszyła w trasę „Turn It On Again Tour”, w czasie której dała 23 koncerty w Europie (w tym 21 czerwca 2007 na Stadionie Śląskim w Chorzowie) oraz 25 koncertów w USA i Kanadzie.
Koncerty odbywały się na otwartych stadionach, największym był darmowy występ w Circo Massimo w Rzymie, który zgromadził około 500 tys. widzów. Z każdego występu w ramach trasy jest dostępny zapis dźwięku nagranego na żywo z konsoli miksera, zaś zapis wideo z koncertu w Rzymie został wydany na płycie DVD pt. When in Rome. Ukazały się też reedycje starych albumów w wersji SACD 5.1 oraz na płytach winylowych.
Przez następne 13 lat temat ponownej reaktywacji zespołu powracał w różnych mediach – aż do 4 marca 2020 roku, gdy na antenie BBC Radio 2 Collins, Banks i Rutherford zapowiedzieli trasę „The Last Domino? Tour”. Na listopad i grudzień 2020 zaplanowano łącznie 10 koncertów na terytorium Wielkiej Brytanii i Irlandii, z udziałem syna Phila Collinsa – Nicholasa (perkusja) oraz Daryla Stuermera (gitara), a także dwóch wokalistów wspierających. Z powodu ograniczeń związanych z epidemią COVID-19 przełożono koncerty na kwiecień, a następnie wrzesień–październik 2021 r. i zwiększono ich liczbę do 12. Dodatkowo zaplanowano trasę w USA i Kanadzie (22 koncerty w listopadzie i grudniu 2021). Z powodu pandemii oraz dodatniego wyniku testu COVID-owego jednego z muzyków nie doszły do skutku trzy pierwsze koncerty w Irlandii oraz cztery ostatnie w Wielkiej Brytanii (w Glasgow oraz trzy w Londynie). W związku z tym występy londyńskie przełożono na marzec 2022, a przed nimi zakontraktowano kolejne jedenaście koncertów w Niemczech, Holandii oraz Francji. Trasa po Ameryce Północnej odbyła się planowo, z wyjątkiem koncertu w Baltimore.
Ostatnia część trasy koncertowej „The Last Domino? Tour” rozpoczęła się w Berlinie 7 marca, zaś w trakcie finałowego koncertu trasy – 26 marca 2022 roku w Londynie w hali O2 Arena – Phil Collins ogłosił, że jest to ostatni występ Genesis i zespół tym samym definitywnie kończy swoją 55-letnią działalność.

## Muzycy

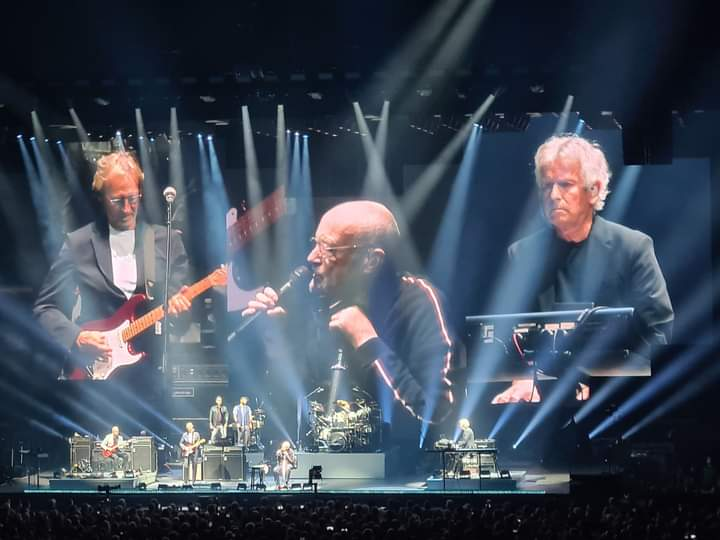
Koncert Genesis w Berlinie w 2022 r.

### Ostatni skład zespołu
- Tony Banks – instrumenty klawiszowe, gitara, śpiew (1967–2000, 2006–2007, 2020–2022)
- Phil Collins – perkusja, instrumenty perkusyjne, instrumenty klawiszowe, śpiew (1970–1996, 2006–2007, 2020–2022)
- Mike Rutherford – gitara, gitara basowa, śpiew (1967–2000, 2006–2007, 2020–2022)

oraz muzycy koncertowi
- Nicholas Collins – perkusja (2020–2022)
- Daryl Stuermer – gitara (1978–1992, 2006–2007, 2020–2022)
- Daniel Pearce – wokal wspierający, instrumenty perkusyjne (2020–2022)
- Patrick Smyth – wokal wspierający, tamburyn (2020–2022)

### Byli członkowie
- Peter Gabriel – flet, obój, śpiew (1967–1975)
- Steve Hackett – gitara (1971–1977)
- Anthony Phillips – gitara, śpiew (1967–1970)
- John Silver – perkusja (1968–1969)
- Chris Stewart – perkusja (1967–1968)
- Ray Wilson – śpiew (1996–2000)
- John Mayhew – perkusja, chórki (1969–1970)

byli muzycy koncertowi
- Bill Bruford – perkusja (1976)
- Anthony Drennan – gitara (1997–1998)
- Nir Zidkyahu – perkusja (1997–1998)
- Nick D'Virgilio – perkusja w trasie …Calling All Stations… (1997)
- Chester Thompson – perkusja (1976–1992, 2006–2007)

## Dyskografia
| 1967 | Gabriel, Phillips, Rutherford, Banks, Stewart |
| 1968 | Gabriel, Phillips, Rutherford, Banks, Silver  |
| 1969 | Gabriel, Phillips, Rutherford, Banks, Mayhew  |
| 1970 | Gabriel, Hackett, Rutherford, Banks, Collins  |
| 1975 | Hackett, Rutherford, Banks, Collins           |
| 1977 | Rutherford, Banks, Collins                    |
| 1997 | Wilson, Rutherford, Banks                     |
| 1999 | Działalność zespołu zawieszona                |
| 2006 | Rutherford, Banks, Collins                    |

### Albumy
- From Genesis to Revelation (1969)
- Trespass (1970)
- Nursery Cryme (1971)
- Foxtrot (1972)
- Selling England by the Pound (1973)
- The Lamb Lies Down on Broadway (1974)
- A Trick of the Tail (1976)
- Wind & Wuthering (1976)
- …And Then There Were Three… (1978)
- Duke (1980)
- Abacab (1981)
- Genesis (1983)
- Invisible Touch (1986)
- We Can’t Dance (1991)
- ...Calling All Stations... (1997) – złota płyta w Polsce[13]

### Albumy koncertowe
- Genesis Live (1973)
- Seconds Out (1977)
- Three Sides Live (1982)
- The Way We Walk, Volume One: The Shorts (1992)
- The Way We Walk, Volume Two: The Longs (1993)
- Live over Europe (2007)

### Kompilacje
- Genesis Rock Theatre (1973)
- Genesis Archive 1967–75 (1998)
- Archive 2 – 1976–1992 (2000)
- Platinum Collection (2004)
- Turn It On Again The Hits – The Tour Edition (2007)

## Nagrody, pozycje na listach przebojów i rekordy
- 1987 Grammy za Video Land of Confusion w kategorii Best Concept Music Video
- 2010 Nominacja do Rock and Roll Hall of Fame[14]
- 2012 Nagroda za całokształt twórczości Progressive Music Awards[15]

| Albumy na liście The Billboard 200 | Albumy na liście The Billboard 200 | Albumy na liście The Billboard 200 | Albumy na liście The Billboard 200 |
| Rok                                | Album                              | Lista                              | pozycja                            |
| ---------------------------------- | ---------------------------------- | ---------------------------------- | ---------------------------------- |
| 1974                               | From Genesis To Revelation         | Pop Albums                         | 170                                |
| 1974                               | Genesis Live                       | Pop Albums                         | 105                                |
| 1974                               | Selling England By The Pound       | Pop Albums                         | 70                                 |
| 1975                               | The Lamb Lies Down On Broadway     | Pop Albums                         | 41                                 |
| 1976                               | A Trick Of The Tail                | Pop Albums                         | 31                                 |
| 1977                               | Seconds Out                        | Pop Albums                         | 47                                 |
| 1977                               | Wind & Wuthering                   | Pop Albums                         | 26                                 |
| 1978                               | And Then There Were Three...       | Pop Albums                         | 14                                 |
| 1980                               | Duke                               | Pop Albums                         | 11                                 |
| 1981                               | Abacab                             | Pop Albums                         | 7                                  |
| 1982                               | Three Sides Live                   | Pop Albums                         | 10                                 |
| 1983                               | Genesis                            | The Billboard 200                  | 9                                  |
| 1984                               | Abacab                             | The Billboard 200                  | 168                                |
| 1984                               | Genesis                            | The Billboard 200                  | 13                                 |
| 1986                               | Invisible Touch                    | The Billboard 200                  | 3                                  |
| 1991                               | We Can’t Dance                     | The Billboard 200                  | 4                                  |
| 1993                               | The Way We Walk                    | The Billboard 200                  | 20                                 |
| 1997                               | Calling All Stations               | The Billboard 200                  | 54                                 |
| 1999                               | Turn It On Again: The Hits         | The Billboard 200                  | 65                                 |

| Single na liście Billboard Hot 100 | Single na liście Billboard Hot 100 | Single na liście Billboard Hot 100 | Single na liście Billboard Hot 100 |
| Rok                                | Album                              | Lista                              | pozycja                            |
| ---------------------------------- | ---------------------------------- | ---------------------------------- | ---------------------------------- |
| 1977                               | Your Own Special Way               | Pop Singles                        | 62                                 |
| 1978                               | Follow You, Follow Me              | Pop Singles                        | 23                                 |
| 1980                               | Misunderstanding                   | Pop Singles                        | 14                                 |
| 1980                               | Turn It On Again                   | Pop Singles                        | 58                                 |
| 1981                               | No Reply At All                    | Pop Singles                        | 29                                 |
| 1982                               | Abacab                             | Pop Singles                        | 26                                 |
| 1982                               | Man On The Corner                  | Pop Singles                        | 40                                 |
| 1982                               | Paperlate                          | Pop Singles                        | 32                                 |
| 1983                               | Mama                               | The Billboard Hot 100              | 82                                 |
| 1984                               | Illegal Alien                      | The Billboard Hot 100              | 44                                 |
| 1984                               | Taking It All Too Hard             | The Billboard Hot 100              | 50                                 |
| 1984                               | That’s All                         | The Billboard Hot 100              | 6                                  |
| 1986                               | Invisible Touch                    | The Billboard Hot 100              | 1                                  |
| 1986                               | Throwing It All Away               | The Billboard Hot 100              | 4                                  |
| 1987                               | In Too Deep                        | The Billboard Hot 100              | 3                                  |
| 1987                               | Land of Confusion                  | The Billboard Hot 100              | 4                                  |
| 1987                               | Tonight, Tonight, Tonight          | The Billboard Hot 100              | 3                                  |
| 1992                               | Hold on My Heart                   | The Billboard Hot 100              | 12                                 |
| 1992                               | I Can’t Dance                      | The Billboard Hot 100              | 7                                  |
| 1992                               | Jesus He Knows Me                  | The Billboard Hot 100              | 23                                 |
| 1992                               | No Son of Mine                     | The Billboard Hot 100              | 12                                 |
| 1993                               | Never a Time                       | The Billboard Hot 100              | 21                                 |